# Stauronema spinificis
Stauronema spinificis är en svampart som beskrevs av Subhedar & V.G. Rao 1976. Stauronema spinificis ingår i släktet Stauronema, divisionen sporsäcksvampar och riket svampar.   Inga underarter finns listade i Catalogue of Life.